# Milena Dravić

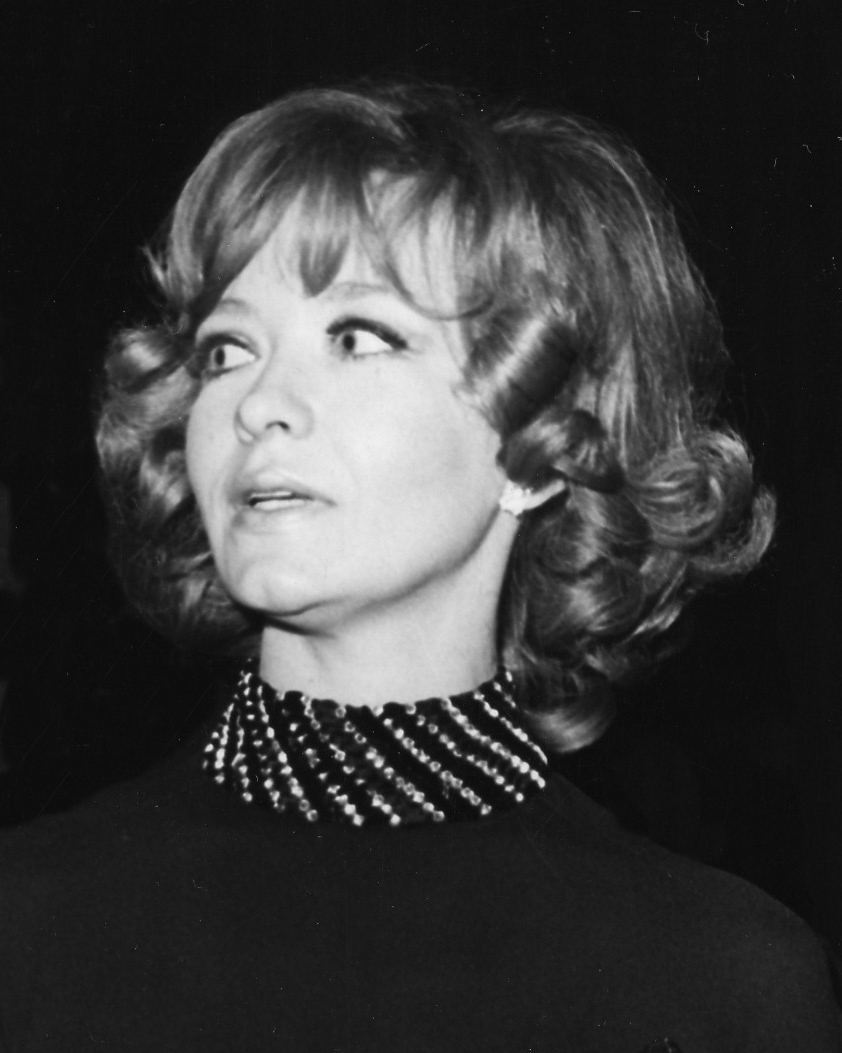
Milena Dravić (1969)

Milena Dravić (serbisch-kyrillisch Милена Дравић; geboren am 5. Oktober 1940 in Belgrad; gestorben am 14. Oktober 2018 ebenda) war eine jugoslawische bzw. serbische Schauspielerin.

## Leben
Dravić nahm als Kind Ballettunterricht und bekam ihre erste Filmrolle 1959 in  František Čáps Vrata ostaju otvorena, der das Bild der Balletttänzerin auf dem Titel einer Zeitschrift sah. Weitere Rollen übernahm sie in Branko Bauers Film   Prekobrojna und in Dušan Makavejevs WR – Mysterien des Organismus. Später gehörte sie zu den angesehensten Schauspielern ihres Landes. Sie starb 2018 im Alter von 78 Jahren in einem Belgrader Krankenhaus.

## Filmografie (Auswahl)
- 1959: Die Tür bleibt offen (Vrata ostaju otvorena)
- 1962: Einer zuviel (Prekobrojna)
- 1964: Herrenpartie
- 1965: Der Mensch ist kein Vogel (Čovek nije tica)
- 1965: Mädchen für die Soldaten (Le soldatesse)
- 1967: Bis zum Sieg und weiter (Do pobedata i po nea)
- 1967: Ein serbischer Morgen (Jutro)
- 1967: Die Frau des Hasan Aga (Hasanaginica)
- 1969: Die Schlacht an der Neretva (Bitka na Neretvi)
- 1969: Horoskop
- 1969: Das Totenfest (Grüße an Maria) (Sedmina)
- 1971: WR – Mysterien des Organismus (W.R. - Misterije Organizma)
- 1972: Die fünfte Offensive – Kesselschlacht an der Sutjeska (Sutjeska)
- 1977: Gruppenbild mit Dame
- 1982: Vater nach Maß (Moj tata na određeno vreme)
- 1988: Dark Side of the Sun (The Dark Side of the Sun)
- 1991: Boomerang
- 2002: Zona Zamfirova
- 2003: Ledina
- 2007: Agi i Ema
- 2007: Liebe und andere Verbrechen (Ljubav i drugi zločini)